# Ґасси
Ґасси (пол. Gassy) — село в Польщі, у гміні Констанцин-Єзьорна Пясечинського повіту Мазовецького воєводства.
Населення — 186 осіб (2011).
У 1975-1998 роках село належало до Варшавського воєводства.

## Демографія
Демографічна структура станом на 31 березня 2011 року:
|          | Загалом | Допрацездатний вік | Працездатний вік | Постпрацездатний вік |
| -------- | ------- | ------------------ | ---------------- | -------------------- |
| Чоловіки | 90      | 13                 | 67               | 10                   |
| Жінки    | 96      | 19                 | 55               | 22                   |
| Разом    | 186     | 32                 | 122              | 32                   |